# Чалая, Ирина Трофимовна
Ирина Трофимовна Чалая — советский хозяйственный, государственный и политический деятель, Герой Социалистического Труда.

## Биография
Родилась в 1914 году в селе Сухиновка ныне Глушковского района Курской области. Член ВКП(б).
С 1930 года — на хозяйственной, общественной и политической работе. В 1930—1969 гг. — крестьянка, колхозница, доярка колхоза имени XXII съезда КПСС Глушковского района.
Указом Президиума Верховного Совета СССР от 7 декабря 1957 года присвоено звание Героя Социалистического Труда с вручением ордена Ленина и золотой медали «Серп и Молот».
Избиралась депутатом Верховного Совета РСФСР 4-го созыва.
Умерла в 1997 году.